# 赖因哈德·艾本
赖因哈德·艾本（德語：Reinhard Eiben，1951年12月4日—），德国男子皮划艇运动员。他曾代表东德参加1972年夏季奥林匹克运动会皮划艇比赛，获得男子单人划艇激流金牌。